# Королева сердець (серіал)
«Королева сердець» (ісп. Reina de corazones) — американський телесеріал 2014 року виробництва телекомпанії Telemundo. У головних ролях Паола Нуньєс, Євгеніо Сіллер, Хуан Солер, Катерина Сіакоке та Лора Флорес. Прем'єра відбулася 28 квітня — 7 листопада 2014 року на телеканалі Gala TV.

## Сюжет
Рейна Ортіс зазнає нещасного випадку, через який вона забуде останні вісім років свого життя, коли вона стала дружиною магната Віктора де Росаса, матері Клари та власниці найвідомішого весільного ательє в Лас-Вегасі. Вона навіть не пам'ятає найщасливішого моменту свого життя; коли вона закохалась у Ніколаса Нуньєса (Еудженіо Сіллер). Тепер Рейна, яка відчуває, що не належить до світу розкоші та влади, буде прагнути відкрити власну правду.
Тим часом Ніколас, який працює в спецслужбі під новою іменем Хав'єра Болівара, хоче помститися після того, як Естефанія Перес змусила його повірити, що Рейна і Віктор відповідають за його несправедливе ув'язнення.
Заплутавшись у таємницях, хитрощах та обманах у подвійному азартному житті в рамках торгівлі золотом та дорогоцінними каменями, Ніколас та Рейна боротимуться за єдине, що вони не можуть залишити на волю випадку, своє кохання.

## У ролях
- Паола Нуньєс — Рейна Ортіс
- Евгеніо Сіллер — Ніколас Нуньєс / Хав'єр Болівар де Росас
- Хуан Солер — Віктор де Росас
- Кетрін Сіакоке — Естефанія Перес Ідальго
- Лора Флорес — Сара Сміт / Вірджинія де ла Вега